# Enképhaline

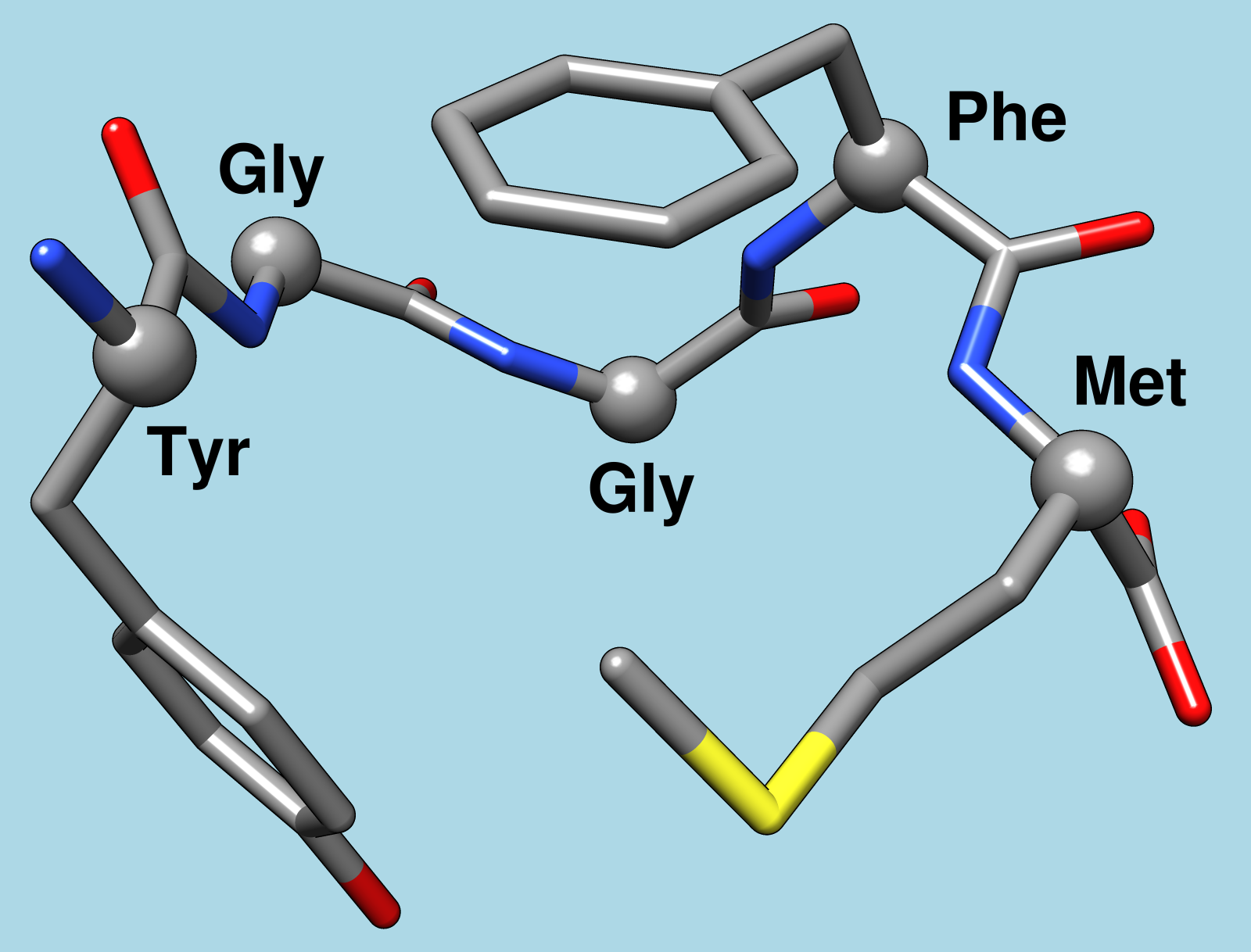
Structure de la Met-enképhaline, image générée avec w:UCSF Chimera. La première structure de l'ensemble dans w:PDB ID 1plx est présentée, les carbones alpha étant représentés par des boules et étiquetés par leur résidu d'acide aminé. Les atomes sont codés par couleur par élément et les hydrogènes ont été masqués pour plus de clarté.

L'enképhaline (ou encéphaline) est un neurotransmetteur, faisant partie de la catégorie des neuropeptides plus spécifiquement des opioïdes endogènes, qui est libéré par des neurones lors d'une sensation douloureuse trop intense.

Leur rôle physiologique principal est l'inhibition des potentiels d'action responsables de la propagation du message douloureux jusqu'au cerveau, qui se traduit sur le plan clinique par une analgésie. La morphine et les autres opioïdes, agissent selon le même mode que l'enképhaline.
Les enképhalines sont des neuropeptides, à savoir de petites protéines produites par des interneurones spécialisés. Elles appartiennent à la classe des opioïdes endogènes, à savoir un groupe de molécules opioïdes fabriquées par le corps. Les enképhalines se fixent sur des récepteurs opioïdes présents à la surface de la membrane des neurones. Une partie des neurones sensibles aux opioïdes endogènes sont impliqués dans la douleur. Elles ont un effet inhibiteur sur la transmission nerveuse de la douleur vers le cerveau. Cette inhibition correspond à une analgésie. Mais l'enképhaline est un neurotransmetteur qui n'est pas seulement spécifique à la douleur. Outre leur action sur la douleur, les enképhalines modulent aussi la quantité de dopamine produite, c’est-à-dire qu'il intervient dans la variation de l'intensité du plaisir (sensation de plaisir venant donc des neurones à dopamine). Il a comme fonction principale de moduler le message nerveux.
Les enképhalines ont une très courte durée de vie : quelques minutes en général. Elles sont normalement rapidement dégradées par des enzymes (hNEP, hAP-N).
Certaines protéines présentes dans la salive inhibent les enzymes qui dégradent les enképhalines. On trouve notamment la spinorphine dans la salive bovine, la sialorphine chez les rats et l'opiorphine chez l'homme.
Les enképhalines entrent également dans la régulation du tractus gastro-intestinal, ainsi ils provoquent la contraction du muscle lisse gastro-intestinal (œsophage inférieur, pylore et iléo-cæcal) et inhibent la sécrétion intestinale de liquide et d'électrolytes.